# Hispaniolakorsnäbb
Hispaniolakorsnäbb (Loxia megaplaga) är en starkt utrotningshotad fågel i familjen finkar som förekommer i Västindien.

## Utseende och läten
Hispaniolakorsnäbben är en medelstor (15 cm) fink med tydligt korsade näbbhalvor och två vita vingband. Hanen är blekröd med svarta vingar medan honan är matt olivgrön med svartaktiga vingar, gulaktig övergump och gulaktigt fint streckat bröst. Lätet beskrivs i engelsk litteratur som ett emfatiskt "chu-chu-chu-chu".

## Utbredning och systematik
Fågeln förekommer i Cordillera Central i Dominikanska republiken och närliggande Haiti. Studier visar att arten också förekom i Bahamas fram till slutet av den senaste istiden för 9 000–15 000 år sedan då den dog ut på grund av klimatförändringar. Arten har tidigare behandlats som underart till bändelkorsnäbb.

## Levnadssätt
Hispaniolakorsnäbben är begränsad till skogar med tallarten Pinus occidentalis, vanligen i bergstrakter mellan 540 och 2600 meters höjd över havet. Den livnär sig nästan uteslutande av tallfrön. Fåglarna lever nomadiskt efter tillgång på föda. Den häckar mellan januari och april. Boet placeras högt upp bland tallgrenar.

## Status
Hispaniolakorsnäbben har ett mycket litet, fragmenterat och krympande utbredningsområde och världspopulationen uppskattas till endast mellan 1000 och 2300 häckande individer. Även om antalet varierar naturligt från år till år minskar tillgänglig levnadsmiljö för arten genom skogsavverkning och okontrollerade skogsbränder. Internationella naturvårdsunionen IUCN kategoriserar därför arten som starkt hotad.